# Sphaerammininae
Sphaerammininae es una subfamilia de foraminíferos bentónicos de la familia Sphaeramminidae, de la superfamilia Lituoloidea, del suborden Lituolina y del orden Lituolida. Su rango cronoestratigráfico abarca el Holoceno.

## Discusión
Clasificaciones previas hubiesen incluido Sphaerammininae en el suborden Textulariina del orden Textulariida, o en el orden Lituolida sin diferenciar el suborden Lituolina.

## Clasificación
Sphaerammininae incluye a los siguientes géneros:
- Ammosphaerulina
- Canepaia
- Sphaerammina